# Ревизион-коллегия
Ревизион-коллегия — центральное государственное учреждение Российской империи, осуществлявшее контрольно-счётные функции в отношении государственных финансов России в XVIII веке, образованное в 1719 году в ходе реформ Петра I и упразднённое в 1788 году в результате реформы государственного управления, проведённой Екатериной II.

## История
- 1717-20 князь Я. Ф. Долгоруков
- 1727-28 И. И. Бибиков
- 1741 А. П. Баскаков
- 1741-45 Н. С. Кречетников
- 1753-60 В. М. Еропкин
- 1760-64 Ф. И. Кнутов
- 1764-?  М. Я. Маслов
- 1772-88 А. М. Херасков

Вслед за образованием в 1711 году высшего органа управления — Сената, началось формирование органов отраслевого управления — коллегий, заменивших систему приказов. По шведскому образцу в сфере управления реформированными государственными финансами были учреждены три коллегии: камер-коллегия ведала доходами, штатс-контор-коллегия — расходами, а ревизион-коллегия — проверками. Ранее контролем расхода государственных финансов занимался Приказ счётных дел.
В декабре 1717 года были утверждены штаты коллегии, назначены президент и вице-президент. Первым президентом коллегии стал князь Я.Ф. Долгорукий. Структура и порядок делопроизводства в коллегии определялись Генеральным регламентом, а местом пребывания коллегии стал Санкт-Петербург. В декабре 1718 года был издан указ, определивший функции коллегии (контроль за расходом бюджетных средств в центре и на местах, ревизия имущества, а также доходов и расходов казны с целью не допускать дефицита государственного бюджета), в 1719 году она начала свою деятельность. Предшественницей коллегии была Ближняя канцелярия, которая не справилась с возложенными на неё функциями финансового контроля. Неудачно складывалась и работа коллегии: в связи с отсутствием хорошо налаженной системы отчётности в учреждениях Ревизион-коллегия не смогла организовать широкомасштабный государственный контроль и в 1722 году из самостоятельного органа управления была преобразована Ревизион-контору Сената. Но в 1725 году ей был возвращён статус самостоятельной коллегии.
При Петре II в 1728 году коллегию переместили в Москву, но указом императрицы Анна Иоанновна в 1737 году возвратили в Петербург; тогда же был обнародован ревизионный регламент (устав, полный свод постановлений и правил, определявших область и порядок действия коллегии). Коллегия с 1737 года имела контору (размещалась в Москве до 1763 года, затем — в Санкт-Петербурге).
Ревизион-коллегия ежегодно получала финансовые документы (окладные, приходные и расходные книги, счётные выписки и пр.) из высших и центральных учреждений (в 1762 Главная дворцовая канцелярия и её контора исключены из ведения коллегии), от всех губернаторов и провинциальных воевод, а также из полков (с 1726 года) и таможен (с 1763 года). Сверяла их с записными книгами ассигнований Штатс-конторы и окладными книгами доходов Камер-коллегии.
В 1780-х годах в ходе реформы государственного управления, проведённой Екатериной II, функции финансового контроля были перераспределены между новыми губернскими учреждениями (казёнными палатами), уездными казначействами, а также ведомством государственного казначея, должность которого соединялась с должностью генерал-прокурора. В ведомстве государственного казначея были образованы подразделения Сената: экспедиция о государственных доходах, экспедиция о государственных недоимках и экспедиция о свидетельстве счетов. К последней перешли функции Ревизион-коллегии, упразднённой в 1788 году. Для решения незаконченных дел коллегии оставлен один из её департаментов, который ликвидирован докладом Сената, утверждённым императором Александром I в 1809 году.